# Ève Gilles
Pour les articles homonymes, voir Gilles.
Ève Gilles , née le 9 juillet 2003 à Dunkerque (Nord), est une reine de beauté française, également mannequin.
Elle est élue Miss Nord-Pas-de-Calais 2023 puis Miss France 2024 devenant ainsi la 94e Miss France et la 4e Miss Nord-Pas-de-Calais couronnée.

## Biographie

### Enfance et famille
Ève Gilles naît le 9 juillet 2003 à Dunkerque,. Elle réside avec sa famille dans la commune de Quaëdypre (Nord),. Son père, Bruno Gilles, est géomètre-expert à Wormhout et sa mère, Édith Gilles (née Calapin Latchoumou),, travaille avec lui. Elle a des origines réunionnaises par sa mère dont la famille est de Sainte-Marie et a de la famille à La Réunion,. Ève Gilles a deux sœurs aînées nommées Lisa et Lucie ,.
Elle est atteinte de dyskinésie paroxystique depuis l'âge de 8 ans,.

### Études
Elle effectue une licence en mathématiques et informatique appliquées aux sciences humaines et sociales à l'université de Lille, après une année en médecine. Son objectif professionnel est de devenir statisticienne.

### Miss Nord-Pas-de-Calais
Elle est élue Miss Nord-Pas-de-Calais 2023 le 14 octobre 2023, lors de l'élection qui se tient à l'Arena stade de Liévin, succédant ainsi à Agathe Cauet, Miss Nord-Pas-de-Calais 2022 et première dauphine de Miss France 2023. Elle est élue avec les votes du public, ainsi qu'un jury présidé par les anciennes Miss France Camille Cerf, Iris Mittenaere et Maëva Coucke,.

### Miss France 2024

#### Élection et représentations
Ève Gilles est élue Miss France 2024 le 16 décembre 2023 au Zénith de Dijon, succédant à Indira Ampiot, Miss France 2023. Elle devient la 94e Miss France ainsi que la quatrième Miss Nord-Pas-de-Calais à être couronnée,. Elle est aussi la première femme aux cheveux courts à être élue Miss France.
Après son élection de Miss France, elle fait l'objet de nombreuses critiques du public et de cyberharcèlement sur son apparence physique,,.

#### Jeux olympiques de Paris 2024

Ève Gilles est comparée au logo des JO de Paris.

Le 20 décembre 2023, Ève Gilles annonce par le biais d’une vidéo sur ses réseaux sociaux qu’elle sera l’une des dix mille personnes chargées de porter la torche pour le relais de la flamme olympique lors des Jeux de Paris 2024 aux côtés d’autres personnalités comme l’ancienne Miss France Marine Lorphelin, le spationaute Thomas Pesquet ou encore l’acteur et humoriste Jamel Debbouze. À cette occasion, des internautes relèvent une ressemblance entre Ève Gilles et la figure féminine représentée sur le logo des JO.

#### Remise de son titre
Le 14 décembre 2024, au Futuroscope, Ève Gilles transmet son titre à Angélique Angarni-Filopon, Miss Martinique 2024 qui est élue Miss France 2025.

### Après Miss France

#### Participation àDanse avec les stars
Lors de l'élection de Miss France 2025, Fauve Hautot (alors membre du jury) annonce la participation d'Ève Gilles à la saison 14 de Danse avec les stars,. Quelques semaines après, le nom du partenaire de cette dernière est dévoilé : il s'agit de Nino Mosa.  Le duo atteint le 7e prime avant d'être éliminé le 28 mars 2025,. 

#### Miss Univers 2025
Lors d'un entretien pour TV Magazine en janvier 2025, Ève Gilles fait part de son souhait de participer à Miss Univers 2025. 

### Vie privée
Le 21 mars 2025, lors de la soirée « Danseurs Mystères » de Danse avec les stars, le public découvre Simon Favier, son compagnon, de 19 ans son ainé,, qu'elle rencontre lors de sa première élection locale, alors qu'il faisait partie du jury. À la suite de cela, le couple fait l’objet de cyberharcèlement, principalement en raison de la différence d’âge de 19 ans qui les sépare et du physique de Simon,.